# (2695) Christabel
(2695) Christabel est un astéroïde de la ceinture principale.

## Description
(2695) Christabel est un astéroïde de la ceinture principale. Il fut découvert le 17 octobre 1979 à la station Anderson Mesa par Edward L. G. Bowell. Il présente une orbite caractérisée par un demi-grand axe de 2,71 UA, une excentricité de 0,08 et une inclinaison de 14,9° par rapport à l'écliptique.

## Compléments